# Gile Steele
Gile Steele (24 de setembro de 1908 — Culver City, 16 de janeiro de 1952) é um figurinista estadunidense. Venceu o Oscar de melhor figurino na edição de 1951 por Samson and Delilah, ao lado de Edith Head, Dorothy Jeakins, Elois Jenssen e Gwen Wakeling.